# Gertruda Hohenberška
Gertruda Ana († 16. veljače 1281.) bila je njemačka kraljica, matrijarh austrijske kuće Habsburg. Gertrudin je suprug bio Rudolf I. Njemački.
Član kuće Hohenberg, Gertruda je rođena u Švapskoj kao dijete grofa Burkharda V. i njegove supruge Matilde, kćeri Rudolfa II., grofa palatina. Grofovska dinastija Hohenberg upravljala je feudima u jugozapadnoj Njemačkoj.
Rudolf – Gertrudin muž – postao je kralj Rimljana 1273. Nakon krunidbe, Gertruda se prozvala Anom (Anna Regina) te je bila majka budućega kralja Alberta I.
Nakon smrti kraljice Gertrude, kralj Rudolf oženio se gospom Izabelom.